# Paintepur
Paintepur es un pueblo y nagar Panchayat situado en el distrito de Sitapur en el estado de Uttar Pradesh (India). Su población es de 13917 habitantes (2011). 

## Demografía
Según el censo de 2011 la población de Paintepur era de 13917 habitantes, de los cuales 7182 eran hombres y 6735 eran mujeres. Paintepur tiene una tasa media de alfabetización del 62,96%, inferior a la media estatal del 67,68%: la alfabetización masculina es del 67,95%, y la alfabetización femenina del 57,61%